# Lampronia quinquepunctata
Lampronia quinquepunctata là một loài bướm đêm thuộc họ Incurvariidae. Nó được tìm thấy ở Nepal.
Sải cánh dài khoảng 14 mm.
It has been collected in an area with scattered Acer và Rhododendron shrubs, but the immature stages và host plant are unknown.